# Zimone
Zimone est une commune de moins de 1 000 habitants, située dans la province de Biella, dans le Piémont, en Italie.

## Administration
| Période                                  | Période  | Identité                | Étiquette | Qualité |
| ---------------------------------------- | -------- | ----------------------- | --------- | ------- |
| 14 juin 2004                             | En cours | Carlo Agostino Sarasino |           |         |
| Les données manquantes sont à compléter. |          |                         |           |         |

### Communes limitrophes
Cerrione, Magnano, Piverone, Roppolo, Viverone